# 稲垣玲伊子
稲垣 玲伊子（いながき れいこ、本名：河野玲伊子、1962年5月15日 - ）は、フリーアナウンサー。ショップチャンネルのキャストとして活躍していた。

## 人物
- 出身地：東京都
- 身長：164cm
- 血液型：O型
- 高校：日本女子大学附属高等学校
- 大学：日本女子大学文学部史学科
- 趣味：スキー

## 主な出演番組

### テレビ
- ショップチャンネル - キャスト
- 朝日放送テレビ
  - 『TOKIO城島　ほのぼの茂』 - 「城島茂　はじめてのテレビショッピング」進行
- 名古屋テレビ
  - ドラマ『マリア』- アナウンサー役
  - 『Ole!グランパス』- 司会
  - 「NG5|NGFiveライブ」- 司会
- テレビ愛知
  - 『美・夢 追いかけて』 - キャスター兼レポーター
- とちぎテレビ
  - 『新発見!とちぎの旅』 - リポーター
- TOKYO　MX
  - 『みんみん情報局』 - 「街ぶらMAP」リポーター
- スポーツ・アイ ESPN
  - 「エキサイティングハンドボール」- キャスター
  - 「ハンドボールワールドドリームゲーム」

### ラジオ・FM
- アール・エフ・ラジオ日本
  - 『キッズクラブ』 - アシスタント
  - 『ときめき放送局』 - パーソナリティ
- 東海ラジオ
  - 『ユーメックス ユーミックス』 - パーソナリティ
  - 『草尾毅のT Kids-Party』 - パーソナリティ
- ハマラジ
  - 『Jリーグ サポーターズ スタジアム』 - リポーター
- 中央エフエム
  - 『ザ・ギンザラジオシティ』 - パーソナリティ
- IBC岩手放送他
  - 『HIT'S 10YEAR A GO!』 - パーソナリティ

### ナレーション
- 国際自動車教習所」CM
- 英会話スクールNOVA」CM